# Кондотта
Кондотта (итал. condotta) — договор о найме на военную службу в средневековой Италии. Договор обычно заключался с командиром отряда наемников. Отряд наемников («вольный отряд») признавал одного выбранного ими верховного командира; но руководил он при помощи предводителей и советников (итал. caporales et consiliarii), и кондотта упоминала не только имя кондотьера, но и имена членов его совета, «поименно и раздельно» (nominatum ас separatum). Жалованье выдавалось капитану и советникам совместно, и им поручалась раздача его всем воинам. В XV веке в кондотте стоит только имя командира, и деньги получает он один. Кондотьер считает себя уже не главарем банды, а генералом, которого восхваляют художники и писатели.
Использование кондотты, так же как и контракта (endenture) в Англии, не ограничивалось военной областью: её применяли при получении рудничных концессий, при заключении контрактов на снабжение, при передаче сбора налогов на откуп частным лицам. Вдохновляясь законами «Дигесты» о сдаче в наем и найме услуг (locatio et conductio operum), Джованни ди Леньяно, итальянский юрист XIV века, определяет кондотту как сдачу в наем услуг (locatio operarum et rei), где заказчик (locator) нанимает подрядчика (conductor) за согласованную плату на определенное время и для выполнения определенного задания. 
Фактически кондотта регулярно заключалась между государственными властями и капитаном, то есть военачальником. В неё записывали имя командира, численность отряда, срок службы, обязательный (ferma) или возможный, по усмотрению (ad bene placitum, или di rispetto), причем заметна тенденция к увеличению срока службы: если в XIV веке он часто составлял 3-4 месяца, то в XV веке доходит до 6 обязательных плюс 6 возможных месяцев. В Венеции около 1440 года предусматривалось 2 обязательных года службы, к которым можно было добавить еще год. Указывались также жалованье, часть которого выдавалась заранее в виде аванса, принципы дележа выкупов и добычи, формы инспектирования, объем власти кондотьера над своими воинами, его фискальные привилегии, снабжение жильем, дровами, соломой и провизией за справедливую цену. За подвиг кондотьер мог получить награду (например, серебряный шлем) и даже пенсию, дворец, фьеф, «гнездо», как иногда говорили. Все усилия направлялись на то, чтобы сделать кондотьеров составной частью государств, которым они служат; в Венеции некоторые пограничные крепости вверялись им на длительный срок.